# Fouquieria columnaris
Fouquieria columnaris (tên thông thường gồm Boojum tree và cirio (phát âm tiếng Tây Ban Nha: [ˈsiɾjo]) là một loài cây thuộc họ Fouquieriaceae. Chúng gần như là loài đặc hữu của bán đảo Baja California (tại cả bang miền bắc và nam), với chỉ một quần thể nhỏ ở Sierra Bacha của Sonora, Mexico. Godfrey Sykes của viện Desert Laboratory tại Tucson, Arizona đã đặt tên tiếng Anh cho loài này là Boojum. Sykes lấy tên này từ bài thơ "The Hunting of the Snark" của Lewis Carroll.
Những nhà thực vật học Mexico kết luận rằng F. columnaris từng được trồng bởi người Seri bản địa. Tên tiếng Seri của loài này là cototaj. Trong niềm tin của người Seri, chạm vào cây này sẽ khiến gió thổi mạnh (một điềm không may), do vậy, giả thuyết rằng người Seri từng trồng F. columnaris bị nghi ngờ.

## Mô tả
Thân Fouquieria columnaris dày tới 24 cm, được phủ những chiếc lá nhỏ dài 1.5–4 cm (0.6-2.0 inches). Chúng có thể phát triển đến chiều cao 20 mét (gần 70 feet). Hoa nở vào mùa hè và mùa thu; mọc thành những chùm hoa ngắn, và có màu vàng kem với hương mật ong.